# Epitoxus circulifrons
Epitoxus circulifrons är en skalbaggsart som först beskrevs av Sylvain Auguste de Marseul 1853.  Epitoxus circulifrons ingår i släktet Epitoxus och familjen stumpbaggar. Inga underarter finns listade i Catalogue of Life.